# D.J. Jones
David Oliver Jones (Greenville, Carolina del Sur, 19 de enero de 1995) más conocido como D.J. Jones, es un jugador profesional estadounidense de fútbol americano que se desempeña en la posición de defensive tackle en Denver Broncos, equipo de la National Football League (NFL).

## Carrera
Fue seleccionado en la sexta ronda en la Reunión Anual de Selección de Jugadores de la NFL de 2017. Hizo su debut profesional con el equipo San Francisco 49ers, en el cual jugó cinco temporadas (2017-2022), luego pasó a Denver Broncos, donde lleva jugando dos temporadas.